# Con Air – A fegyencjárat
A Con Air – A fegyencjárat (eredeti cím: Con Air) 1997-ben bemutatott amerikai akcióthriller, melyet Scott Rosenberg forgatókönyvéből Simon West rendezett. A főbb szerepekben Nicolas Cage, John Cusack és John Malkovich látható.
Az Amerikai Egyesült Államokban 1997. június 6-án mutatták be a mozikban. Bár vegyes kritikákat kapott, a bemutató óta eltelt években kultuszfilmmé vált Cage rajongóinak körében. Bevételi szempontból jól teljesített, 75 millió dolláros költségvetés mellett világszerte 224 millió dollár bevételt termelt.

## Cselekmény
Cameron Poe leszerel a rangerektől és visszatér feleségéhez, amikor éjszaka három részeg az életükre tör. Cameron felveszi a harcot támadóikkal, és a verekedés során az egyiket véletlenül megöli. Ügyvédje tanácsára ugyan Poe bűnösnek vallja magát, a férfit 7-10 év letöltendő szabadságvesztésre ítélik.
8 évvel később a fegyencjárat felszálláshoz készül, fedélzetén a frissen szabadon engedett Poe-val, aki feleségéhez és időközben megszületett lányához igyekszik haza. Cameron mellett azonban nem csak legjobb barátja, a cukorbeteg Baby-O utazik, hanem az ország legelvetemültebb bűnözői is: a Vírusként emlegetett Cyrus, a volt gerillatábornok Gyémánt Kutya, a tömeggyilkos Billy Bedlam, és a nemi erőszakjairól elhíresült Johny-23. Felszállás után a fedélzeten nem vártan elszabadul a pokol: a fiatal drogfüggő és gyújtogató Pöckös ugyanis kiszabadítja társait, akik ezután együttes erővel elfoglalják a repülőgépet. A harc alatt Baby-O inzulinja eltörik, így gyógyszer hiányában egyre rosszabb állapotba kerül, ráadásul a gépen utazó drogelhárítás ügynöke, Sims is felfedi magát, és magánakcióba kezd, ami végül halálával végződik; a Vírus könyörtelenül lelövi.
Poe megmenti a megkötözött Bishop fegyőrnőt a perverz Johnny-23-tól, ezzel pedig jó pontot szerez Cyrusnál. A repülőnek időközben le kell szállnia, hogy rabokat cseréljenek, helyettük azonban zsákot húznak a túszul ejtett fegyőrök fejére, és őket küldik le. A fedélzetre új fegyencek érkeznek: a szökést kitervelő Francisco Cindino , a transzvesztita Ramon Martinez, és a világ egyik leghírhedtebb tömeggyilkosa, Garland Greene. Míg a csere tart, Poe-nak köszönhetően a szállítás egyik intézője, Vince Larkin rendőrbíró rájön, mi történt a repülőgépen -ráadásul túléli a Cyrus volt cellájában elrejtett bomba robbanását-, így utasítást ad a gép elfoglalására,  a fegyencjárat új pilótája azonban ezt nem várja meg, felemeli a gépet. Poe megtudja, hogy a rabok egy elhagyatott repülőtérre tartanak, így felajánlja segítségét Gyémánt Kutyának, így vele együtt lejut a csomagtérbe, itt találnak rá Pöckös holttestére, akit beszívott a hajtómű, mialatt a gép nyomkövetőjét egy másik repülőre tette át. Míg a Kutya nem figyel, Cameron egy üzenetet ír Pöckös pólójára, címezve azt Vince Larkinnak, majd kilöki őt a mélybe. A holttest földre, pontosabban autóra érkezése után értesítik Larkint, aki így megtudja, hova tart a fegyencjárat. Larkin hiába értesíti makacs társát, Malloy ügynököt , hogy az rossz repülőgépet vett üldözőbe, a férfi nem hallgat rá, ám néhány perccel később rájön, hogy tévedett. Mivel nem bízik benne, Billy Bedlam átkutatja Cameron holmiját, így rájön, hogy az hazudott nekik, amikor azt mondta, hogy még mindig büntetését tölti, ám mielőtt ezt még bárkinek is elmondaná, megjelenik Poe, és kemény harc veszi kezdetét, melynek végén Bedlam egy falból kiálló csőre nyársalja fel magát.
A fegyencjárat leszáll azon a bizonyos elhagyatott repülőtéren, ám a landolás során a gép a homokba süpped. A rabok elkezdik kiásni, Cameron pedig körülnéz a környéken, hogy tűt szerezzen Baby-O számára, ekkor azonban a Cindinot váró maffiózók jelennek meg, akiket Poe és a helyszínre egyedül érkező Vince Larkin ártalmatlanná tesznek. Cameron elmondja a rendőrbírónak, hogy társa érdekében maradt a repülőn, majd különválik tőle. Időközben Cindino megpróbál elmenekülni egy kis repülőgéppel, ám mikor erről Cyrus értesül, a géppel együtt felrobbantja a férfit. A dombok között váratlanul a Larkin által iderendelt katonai konvoj jelenik meg, csakhogy mivel ezt a rabok még időben észreveszik, felkészülten várják be őket. Mialatt hatalmas tűzharc veszi kezdetét a fegyencek és katonák közt, Garland Greene egy kislánnyal játszva múlatja el idejét, Johnny 23 pedig megpróbálja megerőszakolni Bishop fegyőrnőt. Végül megjelenik Cameron, aki kiüti a perverz férfit, a frissen szerzett tűvel megmenti Baby-O életét, majd egy lánccal lekötözi a repülőt, hogy az ne tudjon felszállni.
A Vírus és a többiek visszavonulnak a fedélzetre, és ismét felszállnak, Cyrus ugyanis még időben kilövi a gépet visszatartó köteléket. A rabok is rájönnek Poe valódi kilétére, így biztosra veszik, hogy ő ölte meg Billy Bedlamet, és hogy ő kötözte ki a gépet, ennek ellenére Vírus helyette a nagyszájú Baby-O-t lövi meg. Váratlanul két harci helikopter -melyben Larkin és Malloy is ül- kezd tüzet nyitni a fegyencjáratra, így a kavarodást kihasználva, Poe betör a pilótafülkébe, és leszállásra parancsolja a pilótát. Larkin rábeszéli Malloy-t, hogy ne lőjék le a repülőt, így az Las Vegas utcáin landolva áll meg. Rendőrök tucatjai rohanják le a fedélzetet, Baby-O és Bishop egy mentőautóba kerülnek, ahol ellátást kapnak. Kiderül, hogy a Vírusnak, Gyémánt Kutyának és a pilótának nyoma veszett, őket néhány perccel később Poe és Larkin pillantja meg egy tűzoltóautón, így együttes erővel üldözőbe veszik őket két rendőrmotorral. A hajsza során Cameron motorjával felrobbantja Gyémánt Kutyát, Vírust pedig lefoglalja, míg Larkin a vezetőt megsebezve, kisiklatja a járművet. A sofőr meghal, Cyrus pedig néhány pillanattal később leli halálát: egy hatalmas ipari préselőbe zuhan, ami aztán szétzúzza a fejét. Míg Garland Greene egy helyi kaszinóban tűnik fel, Cameron végre találkozik feleségével és kislányával.

## Szereplők
| Szerep                           | Színész            | Magyar hang          |
| -------------------------------- | ------------------ | -------------------- |
| Cameron Poe                      | Nicolas Cage       | Józsa Imre           |
| Vince Larkin rendőrbíró          | John Cusack        | Viczián Ottó         |
| Cyrus "Vírus" Grissom            | John Malkovich     | Kálloy Molnár Péter  |
| Nathan "Gyémánt Kutya" Jones     | Ving Rhames        | Albert Péter         |
| William "Billy Bedlam" Bedford   | Nick Chinlund      | Barabás Kiss Zoltán  |
| Garland Greene                   | Steve Buscemi      | Háda János           |
| Johnny "Johnny-23" Baca          | Danny Trejo        | Varga Tamás          |
| "Mindenes", a fegyencek pilótája | M.C. Gainey        | Orosz István         |
| Joe "Pöckös" Parker              | Dave Chappelle     | Bartucz Attila       |
| Mike "Baby-O" O'Dell             | Mykelti Williamson | Csík Csaba Krisztián |
| Francisco Cindino                | Jesse Borrego      | Breyer Zoltán        |
| Ramon Martinez                   | Renoly Santiago    | Pálfai Péter         |
| Duncan Malloy DEA-ügynök         | Colm Meaney        | Konrád Antal         |
| Willie Sims DEA-ügynök           | José Zúñiga        | Galbenisz Tomasz     |
| Sally Bishop fegyőr              | Rachel Ticotin     | Rátonyi Hajni        |
| Falzon fegyőr                    | Steve Eastin       | Kardos Gábor         |
| Tricia Poe, Cameron felesége     | Monica Potter      | Gubás Gabi           |
| Casey Poe, Cameron lánya         | Landry Allbright   | Szabó Luca           |

## Díjak, jelölések
Oscar-díj (1998)
- jelölés: legjobb eredeti filmdal – Diane Warren – "How Do I Live"
- jelölés: legjobb hang – Kevin O'Connell, Greg P. Russell, Art Rochester

Arany Málna díj (1998)
- jelölés: legrosszabb filmdal – Diane Warren